# Горачкова, Барбора
Барбора Горачкова (чеш. Barbora Horáčková; 15 января 1969, Острава — 8 апреля 2018[…], Пльзень) — чешская лучница, выступавшая за сборную Чехии по стрельбе из лука во второй половине 2000-х годов. Победительница чешских национальных первенств, участница летних Олимпийских игр в Пекине.

## Биография
Барбора Горачкова родилась 15 января 1969 года в городе Острава Моравскосилезского края, Чехословакия. Проходила подготовку в Пльзене в местном стрелковом клубе «Аркус».
В 2007 году вошла в основной состав чешской национальной сборной и приняла участие в чемпионате мира в Лейпциге, где в индивидуальном турнире классического лука была побеждена титулованной мексиканкой Аидой Роман.
Пик её спортивной карьеры пришёлся на сезон 2008 года, когда она попала в пятёрку сильнейших спортсменок на Финальном всемирном квалификационном турнире во Франции и тем самым вместе с коллегой по сборной Мартином Булиржом удостоилась права защищать честь страны на летних Олимпийских играх в Пекине (это был первый раз за 28 лет, когда чешским стрелкам из лука удалось попасть на Олимпиаду). На предварительном квалификационном этапе Горачкова набрала 620 очков, став 44-й сеянной, после чего в 1/32 финала встретилась с украинкой Викторией Коваль и потерпела от неё поражение со счётом 107:109.
Впоследствии перешла на тренерскую работу, участвовала в подготовке молодых лучников в своём клубе в Пльзене. Её дочери Йохана и Марушка тоже занимались стрельбой из лука, добились в этом виде спорта определённых успехов.
В последние годы Барбора Горачкова безуспешно боролась с раком. Умерла 8 апреля 2018 года в возрасте 49 лет. Похоронена на Центральном кладбище в Пльзене.